# Weglatingsstreepje
Het weglatingsstreepje (niet te verwarren met het weglatingsteken) is een leesteken dat de vorm heeft van een liggend streepje (-).

## Gebruik
Het wordt gebruikt om aan te geven dat een deel van een woord is weggelaten.
Zijn er nog op- of aanmerkingen?
In dit voorbeeld is het laatste deel van het woord opmerkingen weggelaten en vervangen door een weglatingsstreepje.
Het weglatingsstreepje wordt alleen gebruikt voor een woorddeel als het gehele woord aaneengeschreven moet worden. In een zin als "er waren hoge en lage cijfers" wordt het weggelaten woord "cijfers" na "hoge" niet vervangen door een weglatingsstreepje, omdat "hoge cijfers" niet aaneen geschreven wordt.

## Andere talen
Ook in de Duitse taal wordt het weglatingsstreepje (Ergänzungsstrich) gebruikt op dezelfde manier als in het Nederlands, zoals in Haupt- und Nebeneingang. In het Engels komt het weglatingsstreepje (suspended hyphen) weinig voor en wordt alleen gebruikt als de oorspronkelijke woordgroep een koppelteken heeft zoals in fifteenth- and sixteenth-century Europe, hearing- and speech-impaired children. Maar niet voor het weggelaten "nails" in hand and toenails.

## Typografie
Typografisch wordt het weglatingsstreepje weergegeven door het kleinste streepje dat een zetter tot zijn beschikking heeft: de divisie. Het weglatingsstreepje ziet er daarmee net zo uit als een koppelteken of een afbreekteken.